# Salangichthys ishikawae
Salangichthys ishikawae är en fiskart som beskrevs av Wakiya och Takahashi, 1913. Salangichthys ishikawae ingår i släktet Salangichthys och familjen Salangidae. Inga underarter finns listade i Catalogue of Life.